# Oriane Ondono
Oriane Ondono, née le 14 avril 1996 à Alfortville est une handballeuse internationale française, jouant au poste de pivot au Brest Bretagne Handball. Elle rejoint l’équipe de France en 2021. Elle est droitière et mesure 1,80 m et pèse 74 kilos.

## Biographie
Elle commence le handball à 13 ans avec l'équipe de l'AS Cannes de 2009 à 2016. Elle évolue tout d'abord en –18 championnat de France, puis en N2F et enfin elle intègre pleinement l'équipe première  de D2F en 2014. En parallèle, elle rentre également au pôle espoir de Hyères-Toulon.
En 2015, elle décroche l'or aux championnats universitaires avec l'équipe UNSS de handball de Nice Sophia Antipolis. 
En 2016, elle rejoint le centre de formation du CJF Fleury Loiret Handball. Après deux ans, elle signe pour la première fois un contrat professionnel en 2018.
En 2017, elle a participé au Championnat d'Europe de beach handball,, terminant à la septième place.
Le 16 mai 2019, elle est sélectionnée pour effectuer un stage estival au sein de l'équipe de France féminine de handball par le sélectionneur national Olivier Krumbholz.
Elle fait partie de l'équipe de France disputant le Championnat du monde 2021 ; elle doit quitter le groupe avant les quarts de finale en raison d'une blessure à l'entraînement.

### En sélection

#### Championnats du monde
- médaille d’or au championnat du monde 2023

#### Jeux olympiques
- médaille d'argent au Jeux olympiques de Paris en 2024

## Statistiques
- En 2017-2018 : elle dispute 20 matches et marque 11 buts.
- En 2016-2017 : elle dispute 24 matches et marque 18 buts[5].

## Décorations
- Chevalier de l'ordre national du Mérite (2024)[9]